# Степнянська сільська рада (Волноваський район)
| Степнянська сільська рада — колишній орган місцевого самоврядування у Волноваському районі Донецької області з адміністративним центром у с. Степне. Сільській раді підпорядковані населені пункти: - с. Степне - с. Кропивницьке |

## Склад ради
Рада складається з 12 депутатів та голови.

## Історія
Донецька обласна рада рішенням від 28 квітня 2009 року внесла в адміністративно-територіальний устрій області такі зміни: у Волноваському районі уточнила назву Степненської сільради на Степнянську;